# امامزادة سيدعبادالدين (مقاطعة فيروزآباد)
امامزادة سيدعبادالدين (بالفارسية: امامزاده سیدعبادالدین) هي قرية تقع في قسم خواجه‌اي الريفي (مقاطعة فيروزآباد) في إيران.